# Swaledale juh
A Swaledale juh egy angol juhfajta, amely a nevét a yorkshirei Swaledale völgyről kapta. Nagy-Britannia számos hegységén felelhető, de főképp a Pennine-hegység cumbriai oldalánál, Yorkshire Dales-ban, valamint Durham megyében.
Ennek a birkának a legfőbb jellemzői a piszkosfehér gyapja, a csavarodott szarva és a fekete pofáján a fehér mintázat a szemek és a száj környékén. Főként húsáért tenyésztik. Néha más birkafajtákkal keverik. A Swaledale juh, a Rough Fell juhval, a Herdwick juhval és a Dalesbred juhval a Lake District négy jellegzetes juhfajtája.

## Története
A Swaledale juh közeli rokonságban áll a fekete pofájú skót birkával (Scottish Blackface) és a Rough Fell juhval; mindhárman az Egyesült Királyság északibb, szél fújta hegyvidékeiről származnak. Ezeknek a juhfajtáknak a kezdeti története, sajnos mára nem maradt fent; egyesek szerint máshonnan érkező juhokból tenyésztették ki, mások szerint az ős skótok birkáinak leszármazottai, míg egy harmadik elmélet szerint az argali juhból (Ovis ammon) lettek háziasítva – azonban ezt az utolsó elméletet a DNS-vizsgálat elvégezte után elvetették.
A legvalószínűbb az, hogy e három birkafajta őse a 17. században élt Linton juh volt. A 18. század elejére a nyugat-lintoni vásár azzal dicsekedett, hogy egy nap alatt 9000 birkát adott el. Mivel a lintoni birkák ilyen keresettek voltak és nagy területre adottak el, hamarosan kialakult a három ma is létező fajta.
1919-ben, létrejött Swaledale juh tenyésztőinek az egyesülete. Ez az egyesület felügyeli eme juhok eladását, bemutatását, tenyésztését és termékeinek árusítását.

## Jellemzői
Mivel szeles és hűvös, hegyvidéki térségben tenyésztették ki, a Swaledale juh erőteljes alkatú, vastag gyapjú és szívós állat. A nőstény kiváló anyaállat, amely felneveli bárányát silány körülmények között is. A birkák között ez a fajta közepes termetűnek számít. Fekete pofáján, a szemek és a száj környékén fehér mintázat látható. Úgy a kosnak, mint a nősténynek csavarodott szarva van; bár a kosé jóval nagyobb. A gyapja vastag és durva; lehet fehér vagy piszkosfehér. Habár a gyapja, mint anyag erős, kemény és sok mindenre használható, a kereskedelemben nem ér sokat; egy kilogrammnyi gyapjú körülbelül 40 pennyt ér. A nem festett, Swaledale juh gyapjából szőtt holmik szürke árnyalatúak lehetnek. Mivel a gyapja nemigen értékes, ezt a birkát elsődlegesen húsáért tenyésztik. Úgy a bárány, mint a felnőtt állat ízletes és zsenge húst szolgáltat.

## Felhasználása
Manapság az Egyesült Királyságban körülbelül 12 000 ilyen nyáj létezik. Egy-egy kiváló minőségű kos akár 25-30 ezer fontot is érhet; eddig a rekord egy 101 000 font értékű kos volt. Mivel nem igényes és szívós, a tanyákon lakók igen kedvelik. Ez a birka Yorkshire Dales hivatalos jelvényévé vált.
A Swaledale sajt amelynek készítéséhez Swaledale juh tejet szarvasmarha és házi kecske tejjel vegyítenek díjnyertes az Egyesült Királyságban.

## Képek

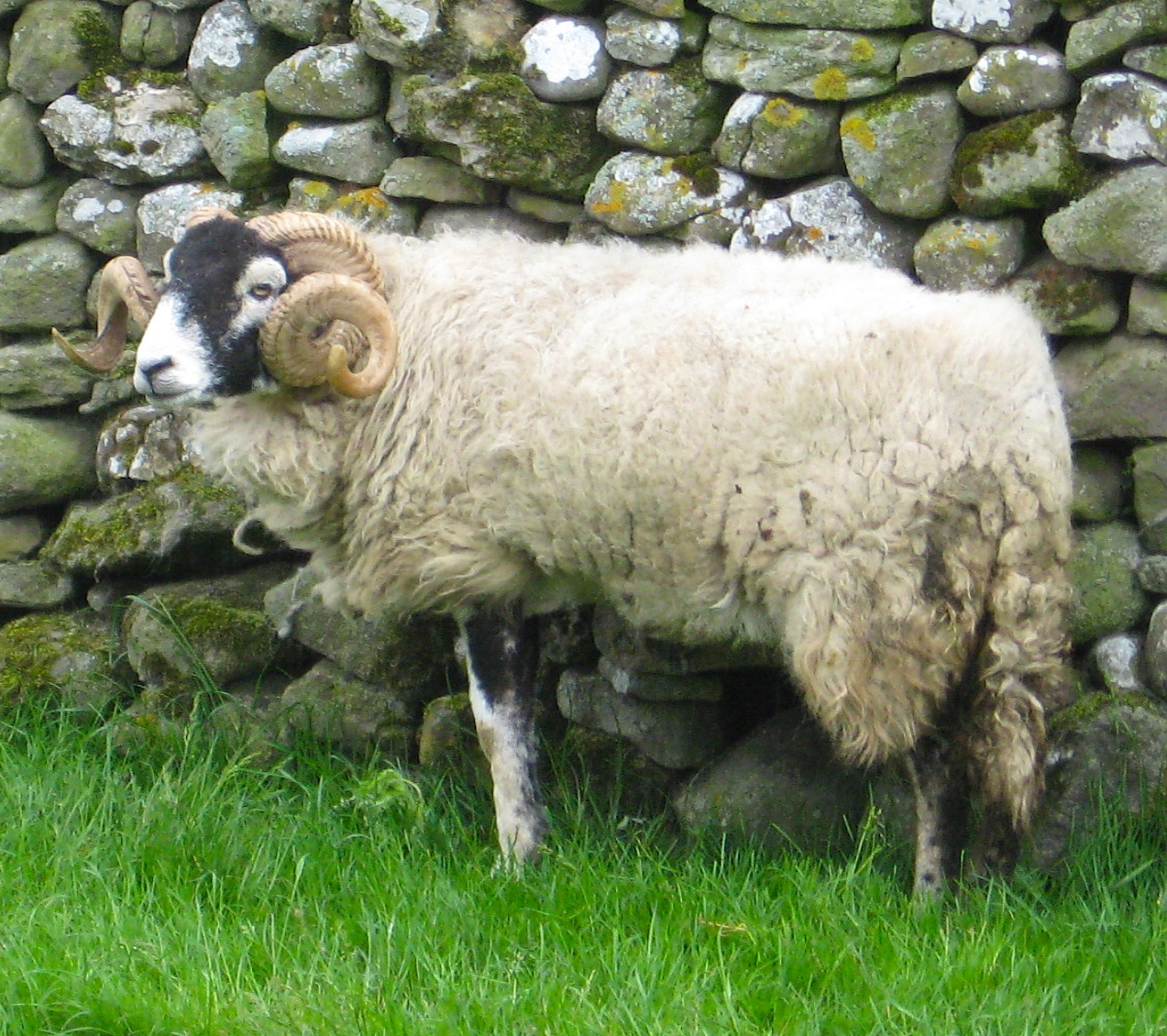
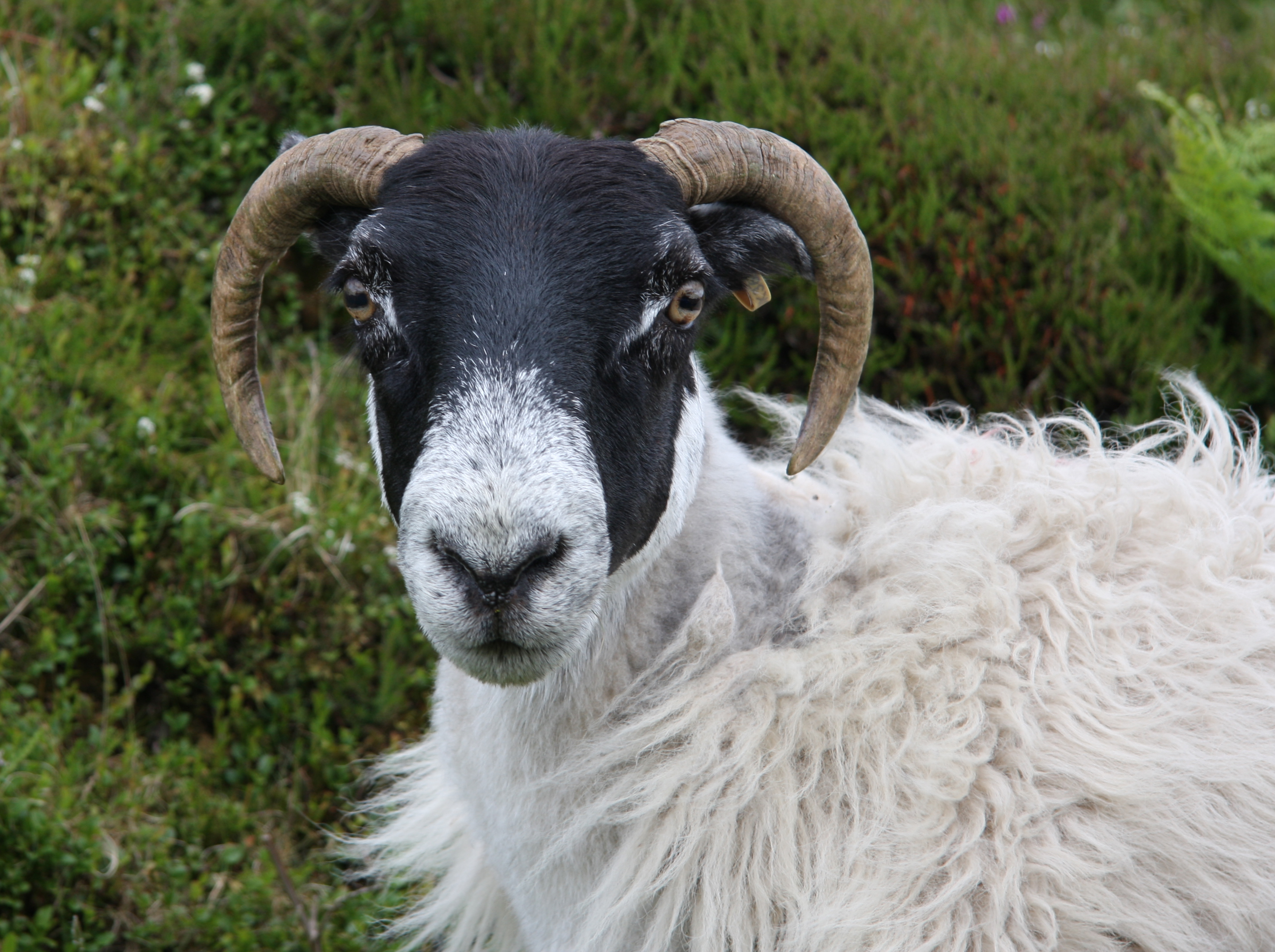
Nőstények
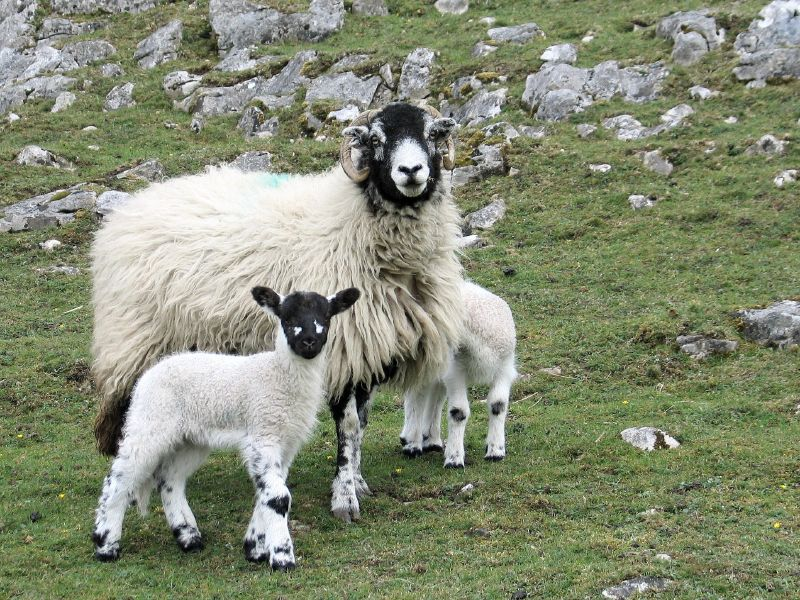
bárányokkal
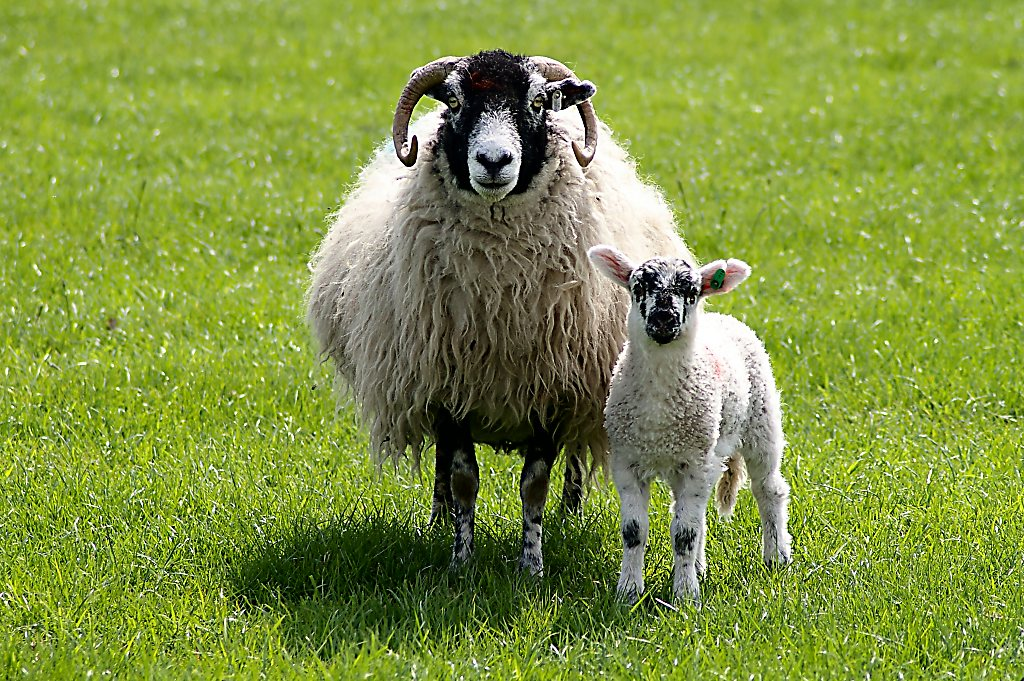
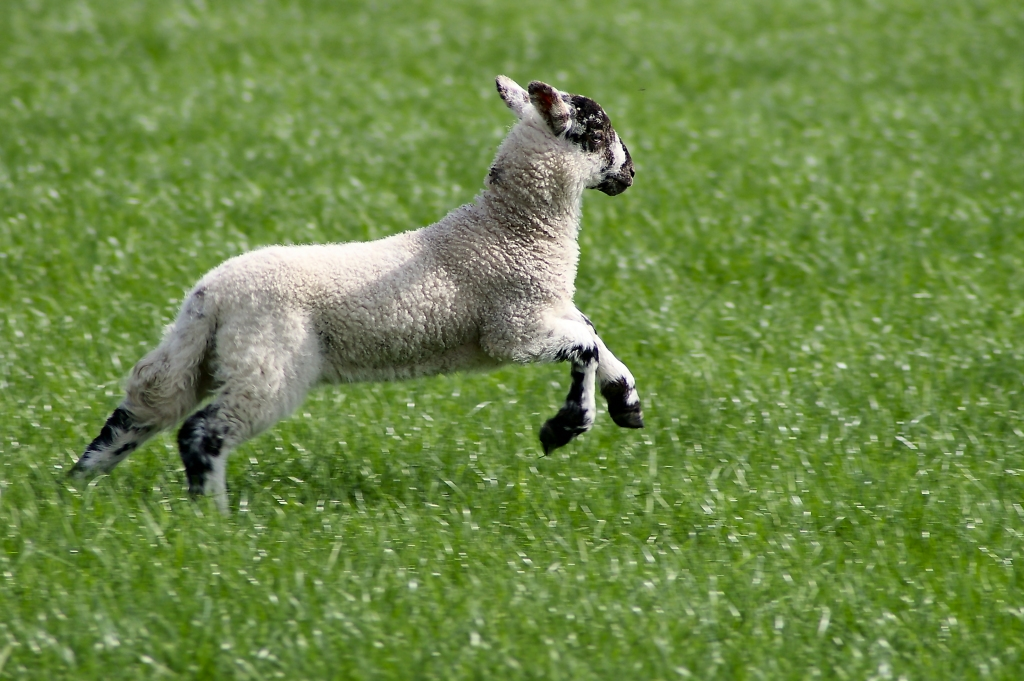
A bárány
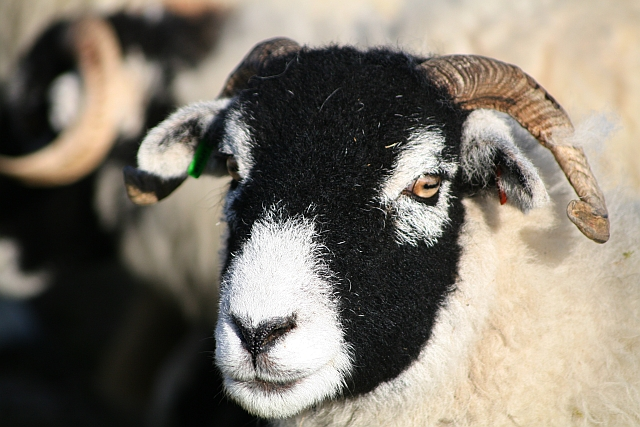
A birka fekete pofáján fehér mintázat látható
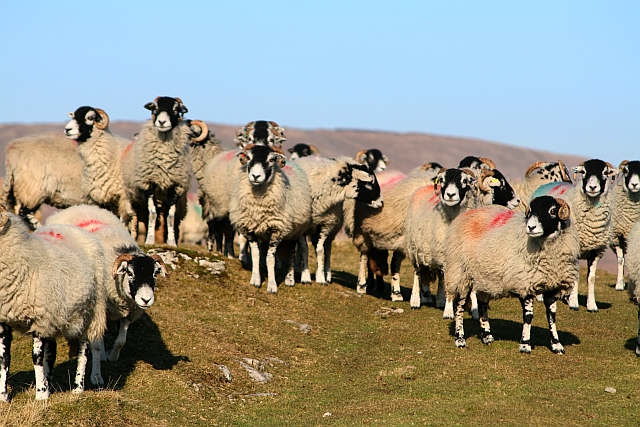
Nyájak
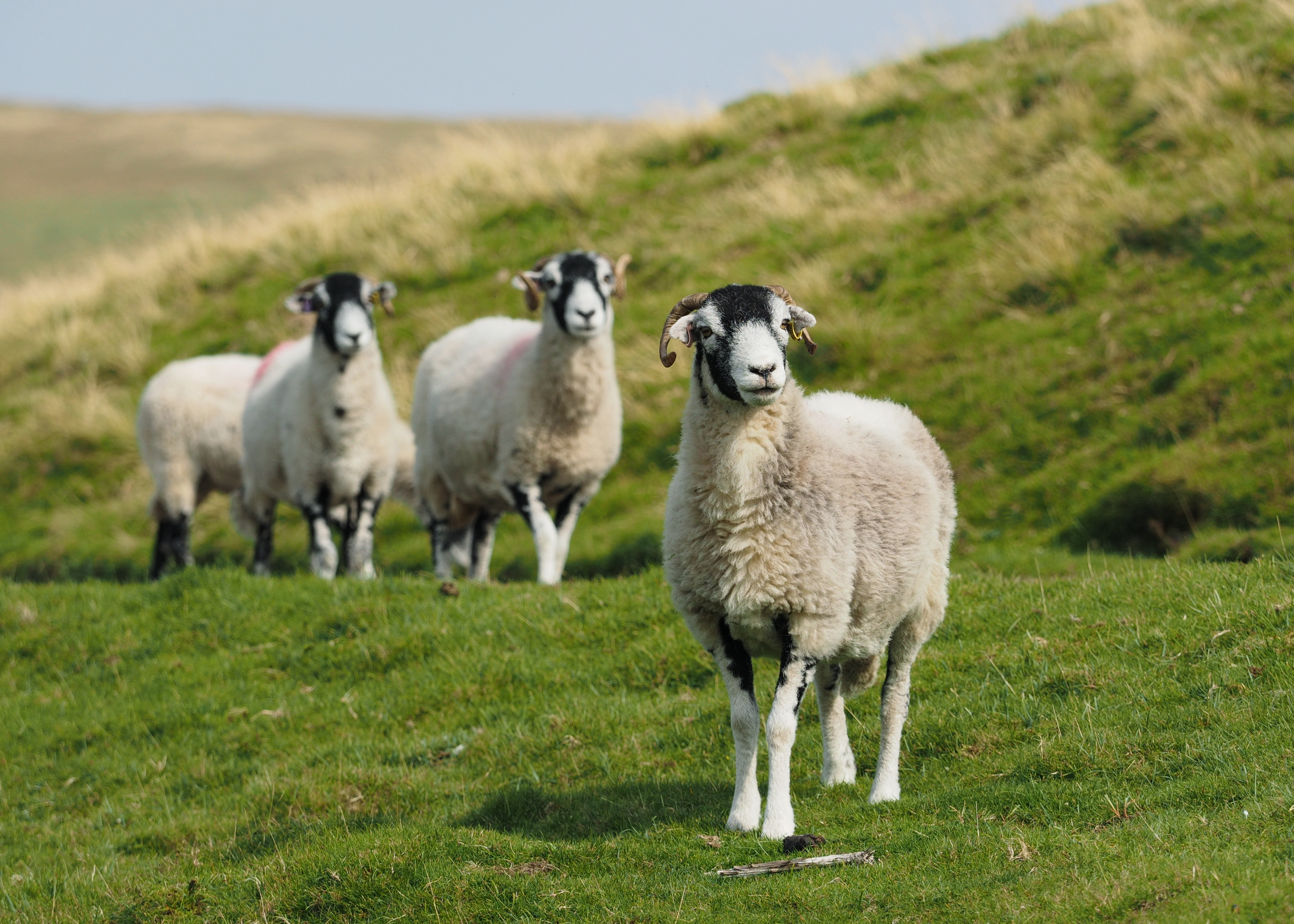

## Fordítás
- Ez a szócikk részben vagy egészben  a   Swaledale sheep című angol Wikipédia-szócikk ezen változatának fordításán alapul.  Az eredeti cikk szerkesztőit annak laptörténete sorolja fel. Ez a jelzés csupán a megfogalmazás eredetét és a szerzői jogokat jelzi, nem szolgál a cikkben szereplő információk forrásmegjelöléseként.